# سد واوا
سد واوا (به لاتین: Wawa Dam) یک سد وزنی در فیلیپین است که در Montalban Gorge, Rodriguez, Rizal واقع شده‌است.